# Eldor Ourazbaïev
Eldor Ourazbaïev (en russe : Эльдо́р Магома́тович Уразба́ев), né le 11 octobre 1940 à Tachkent en République socialiste soviétique d'Ouzbékistan et mort le 21 février 2012 à Denver aux États-Unis, est un cinéaste soviétique puis russe d'origine kazakhe.

## Filmographie

### Réalisateur
- 1972 : Petit Soldat (ru) (Солдатёнок) — court métrage
- 1977 : L'Express transsibérien (Транссибирский экспресс)
- 1979 : Un habit pour un vaurien (ru) (Фрак для шалопая)
- 1981 : Ouvre les yeux (ru) (Смотри в оба!)
- 1982 : L'Inspecteur de la circulation (ru) (Инспектор ГАИ)
- 1985 : Sekounda na podvig (Секунда на подвиг)
- 1987 : Les Rendez-vous du minotaure (Визит к Минотавру)
- 1994 : Khagi-tragger (ru) (Хаги-Траггер)
- 2002 : Logique féminine (Женская логика)